# Dzwonek skupiony
Dzwonek skupiony (Campanula glomerata L.) – gatunek byliny z rodziny dzwonkowatych (Campanulaceae). Występuje w Azji (od Iranu po Japonię, na północ do Syberii) i w Europie. W Ameryce Północnej zadomowiony. W Polsce jest spotykany w całym kraju i na ogół częsty, zwłaszcza w pasie wyżyn, na pogórzu, w pasie od Wielkopolski po Pomorze Gdańskie, lokalnie rzadszy, np. na zachodnich krańcach kraju.

## Morfologia

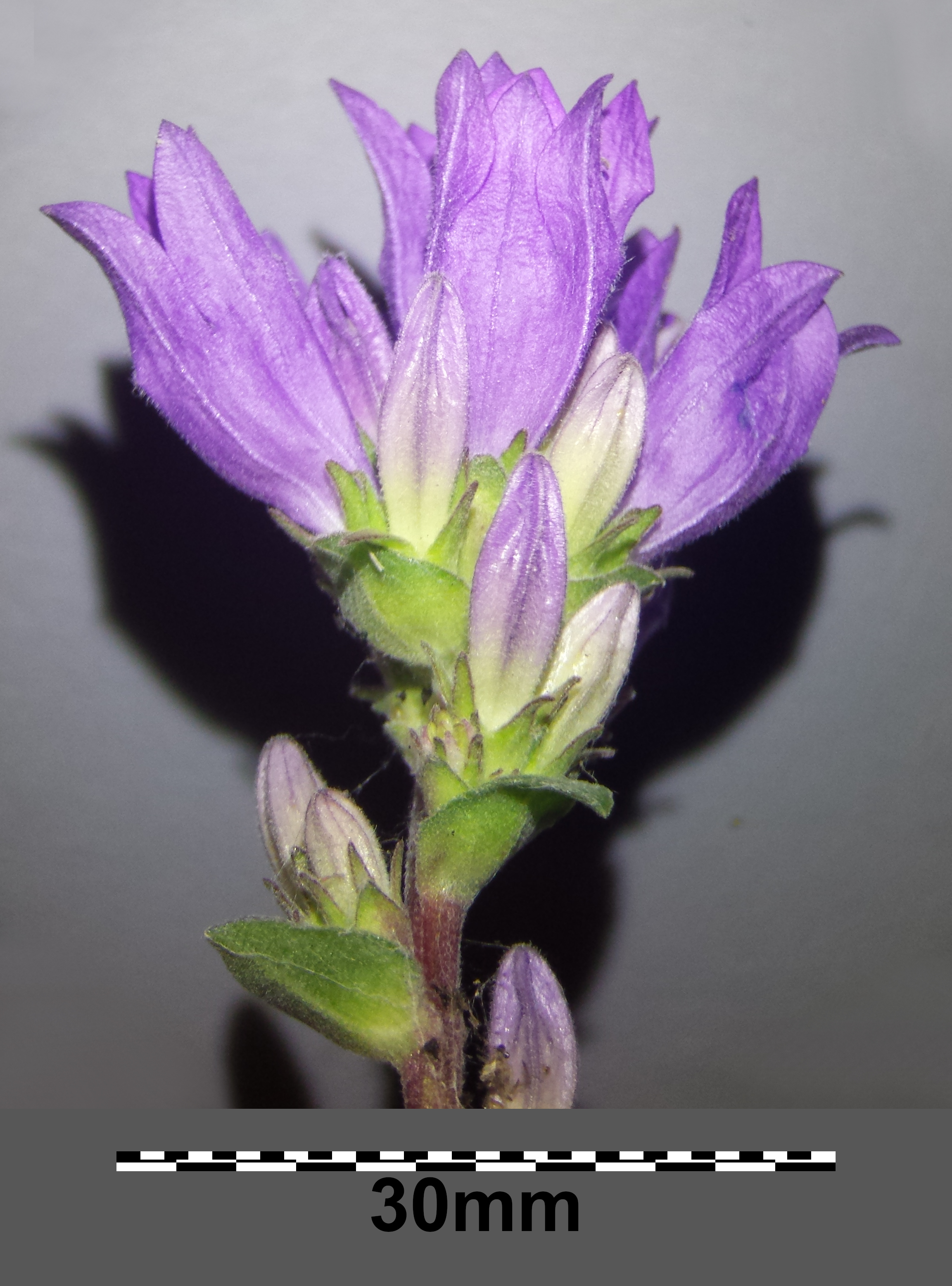
Kwiatostan

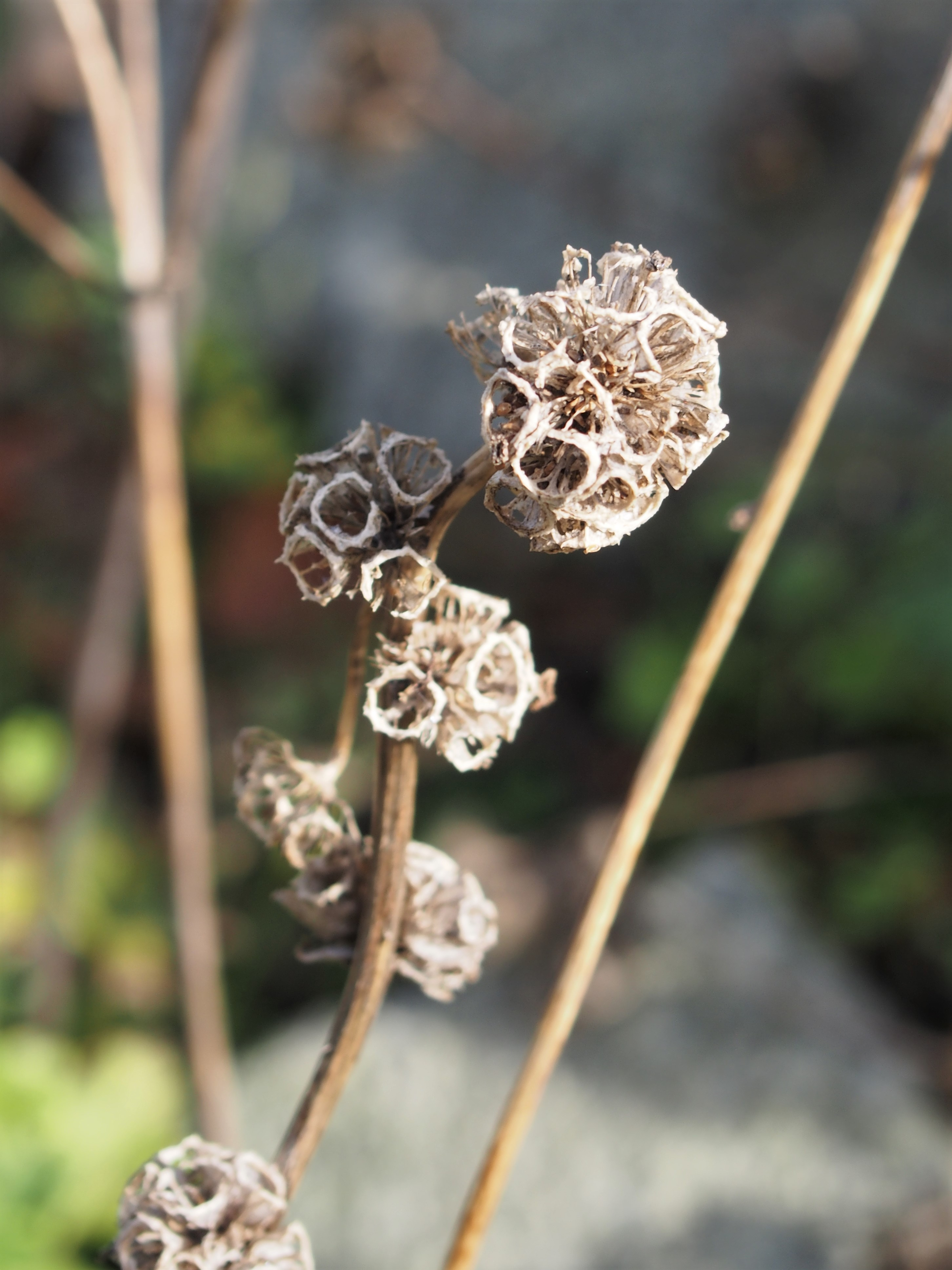
Owoce

PokrójRoślina zielna, ale z częściowo drewniejącym, krótkim kłączem, zwykle ukośnym. Łodyga pojedyncza, sztywna, zwykle do 50 cm wysokości, tępokanciasta. Owłosienie jest zmienne – słabe lub gęste, włoski krótkie lub długie, nigdy jednak nie sztywne i kłujące.
LiścieDolne ogonkowe, z blaszką o nasadzie sercowatej, zaokrąglonej lub uciętej (ogonek wyraźnie oddzielony od blaszki). Blaszka wąskojajowata do lancetowatej, na brzegu drobno piłkowana. Górne liście łodygowe lancetowate i siedzące, z nasadą obejmującą łodygę.
KwiatyBezszypułkowe, skupione w główkę na szczycie łodygi oraz w mniejsze pęczki wyrastające z węzłów w górnej części łodygi. W główce szczytowej jest zwykle kilkanaście kwiatów, a w bocznych po kilka, czasem tylko jeden. Skupienia kwiatów wsparte są listkami okrywy jajowato trójkątnymi i ostrymi. Kielichy z działkami długości połowy korony, z łatkami nieodgiętymi, lancetowatymi, zaostrzonymi i często wyciągniętymi w kończyk. Korona dzwonkowata, intensywnie fioletowa, rzadziej niebieskawa lub biaława. Kształt ma rurkowaty i długość 1,5–3 cm, z 5 łatkami wąsko jajowatymi. Szyjka słupka ma długość korony, lub jest krótsza.
OwoceTorebki trójdzielne, otwierające się dziurkami u nasady.
Gatunek podobnyW Europie Środkowej skupione w pęczki kwiaty na szczycie pędu ma także dzwonek szczeciniasty Campanula cervicaria, który różni się: stopniowym przejściem blaszki w oskrzydlony ogonek na dolnych liściach; łodygą sztywno, kłująco owłosioną; tępymi działkami kielicha, koroną jasnoniebieską; szyjką słupka wyraźnie dłuższą od korony.

## Biologia i ekologia

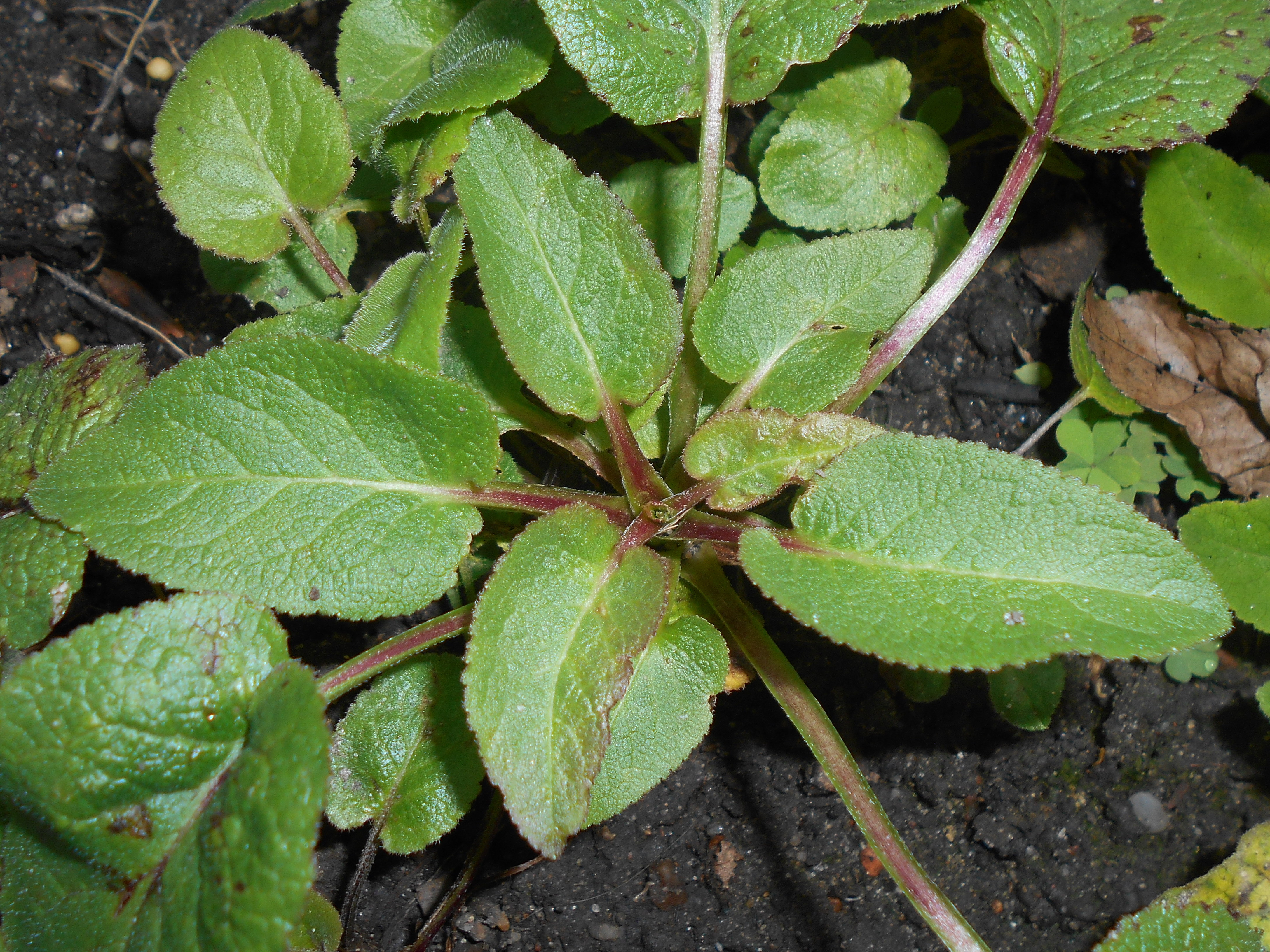
Dolne liście z wyraźnie oddzieloną blaszką od ogonków

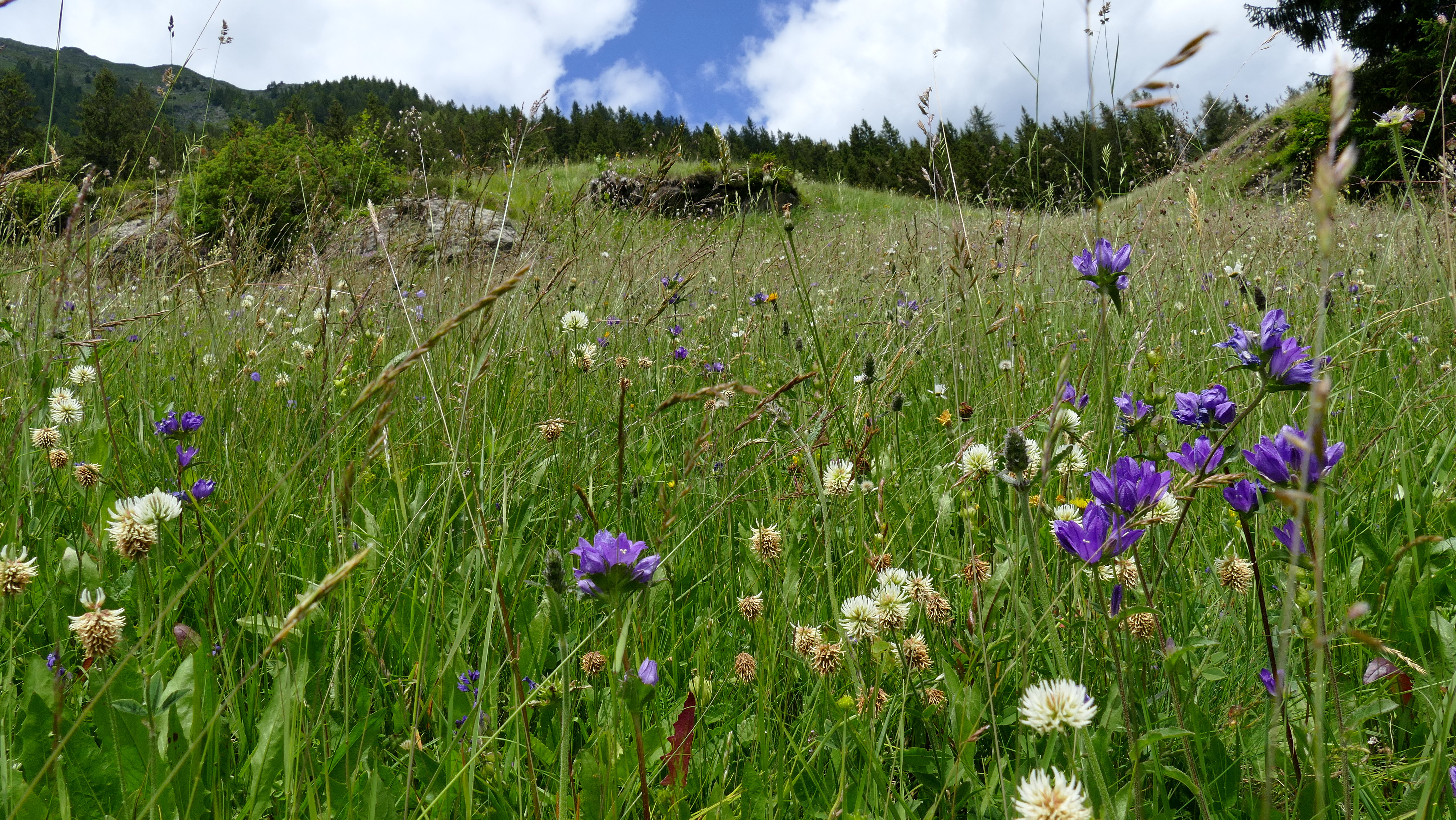
Dzwonki skupione w ciepłolubnej murawie kwietnej

Bylina, hemikryptofit. Kwitnie od czerwca do września. Porasta słoneczne murawy, zarośla i widne lasy. Preferuje gleby obojętne i zasadowe. W klasyfikacji zbiorowisk roślinnych gatunek charakterystyczny dla Cl. Festuco-Brometea.

## Zmienność
Gatunek bardzo zmienny – wyróżnia się 14 podgatunków:
- C. glomerata subsp. caucasica (Trautv.) Ogan.
- C. glomerata subsp. cervicarioides (Schult.) Arcang.
- C. glomerata subsp. elliptica (Kit. ex Schult.) Kirschl. – mniejsza liczba węzłów (zwykle 4–9); zwykle skąpo owłosione, rzadziej mocno; kwiatostan skupiony z wyraźnie większą główką szczytową od bocznych; korona kwiatów szczytowych zwykle ponad 2,5 cm długości; od zewnątrz naga lub owłosiona tylko na nerwach; działki wyciągnięte w kończyk. Rośnie w górach, także w Polsce[7];
- C. glomerata subsp. farinosa (Andrz. ex Besser) Kirschl. – liczne węzły (często ponad 20); owłosienie gęste, szarawe, włoski krótki; kwiatostan z główką szczytową niewiele większą od bocznych; kwiatostan złożony rozciągnięty wzdłuż łodygi; korona kwiatów zwykle do 1,8 cm długości; owłosiona od zewnątrz; działki zaostrzone, ale bez kończyka; w Polsce na niżu, zwłaszcza w pasie wyżyn[7];
- C. glomerata subsp. glomerata – podgatunek nominatywny
- C. glomerata subsp. hispida (Witasek) Hayek
- C. glomerata subsp. krylovii Olonova
- C. glomerata subsp. oblongifolia (Kharadze) Fed.
- C. glomerata subsp. oblongifolioides (Galushko) Ogan.
- C. glomerata subsp. panjutinii (Kolak.) Victorov
- C. glomerata subsp. serotina (Wettst.) O.Schwarz
- C. glomerata subsp. speciosa (Hornem. ex Spreng.) Domin
- C. glomerata subsp. subcapitata (Popov) Fed. – główka kwiatowa niewielka, często brak główek bocznych, a jeśli są to z pojedynczymi kwiatami; korona do 1,7 cm długości[7];
- C. glomerata subsp. symphytifolia (Albov) Ogan.

## Nazewnictwo
Gatunek nazywany jest w języku polskim na ogół konsekwentnie dzwonkiem skupionym, zarówno w źródłach współczesnych, jak i dawnych. W 1979 roku Jakub Mowszowicz zaproponował dla niego też nazwę „dzwonek główkowaty”.
Naukowa nazwa rodzajowa pochodzi ze średniowiecznej łaciny, w której campana znaczyła dzwon (campanula to zdrobnienie). Nazwa gatunkowa pochodzi od łacińskiego glomus – kłębek lub glomero – zwijam w kłębek i odnosi się do skupionych kwiatów.

## Zastosowanie

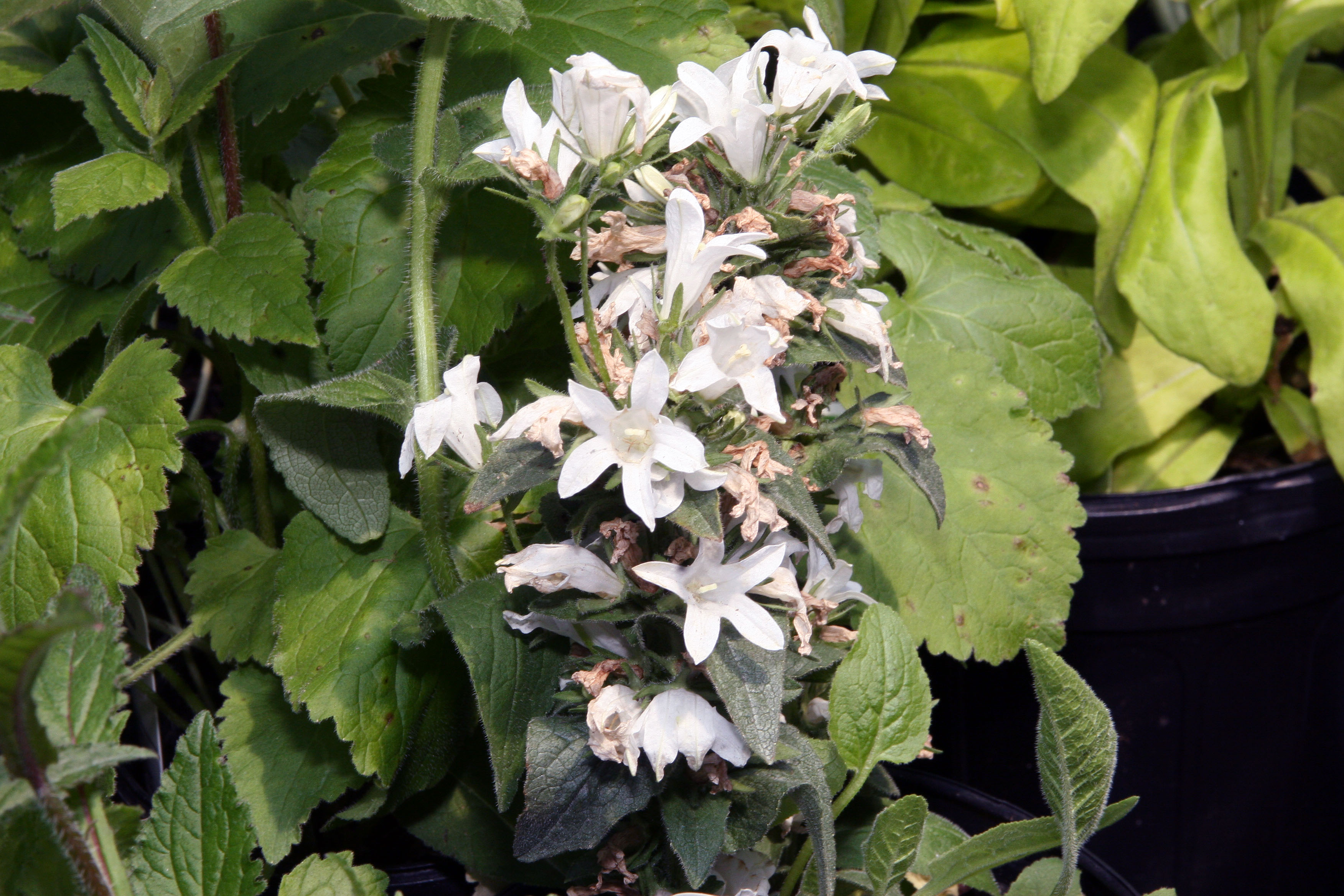
Odmiana 'Alba'

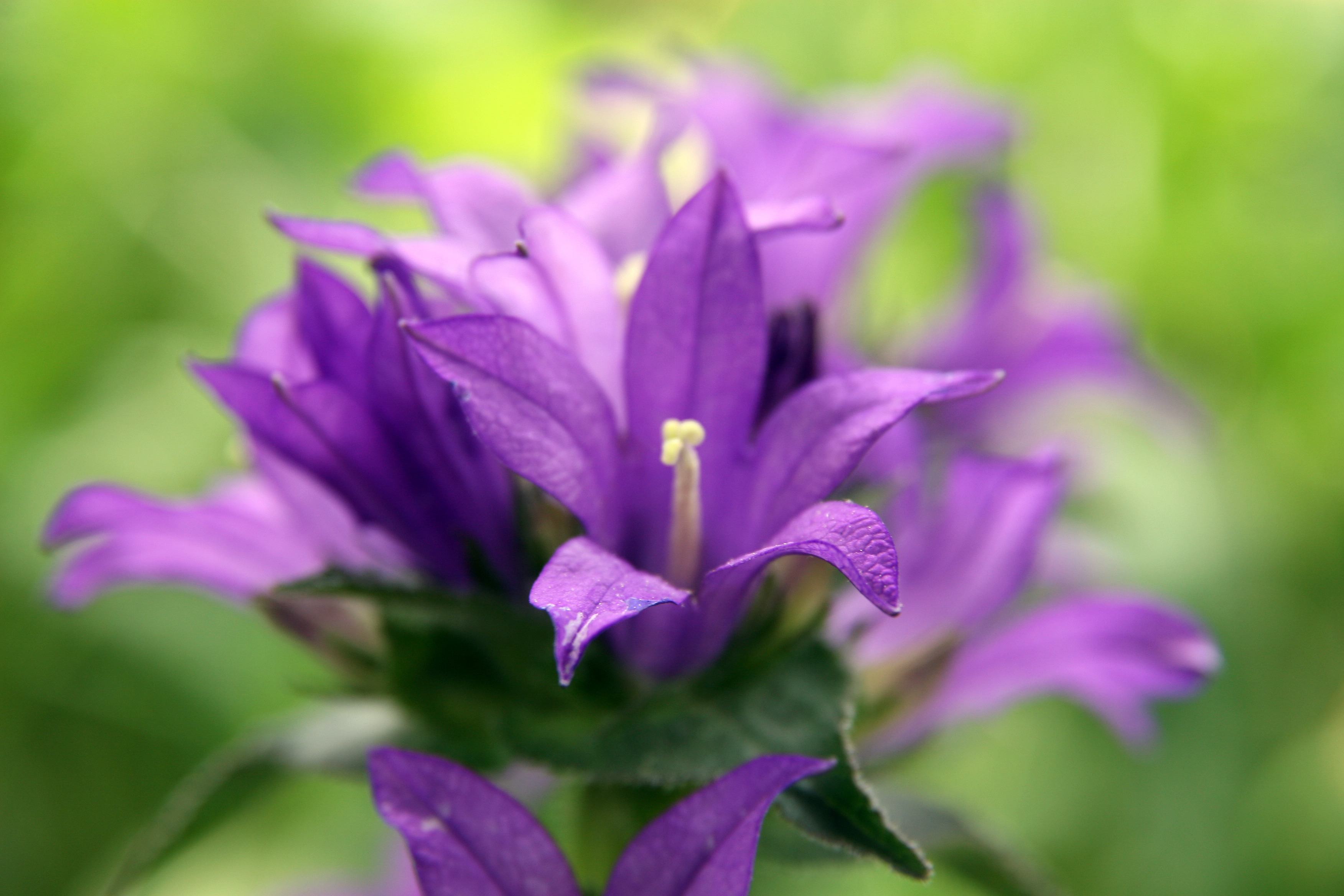
Odmiana 'Superba'

Sadzony jest od dawna jako roślina ozdobna. Jest rośliną miododajną. Jako rosnący na suchych, słonecznych siedliskach wskazywał na słabą jakość zbieranego w takich miejscach siana.
W ogrodach uprawianych jest szereg odmian:
- 'Acaulis' – rośliny niskie, do 25 cm wysokości, kwiaty ciemnofioletowe;
- 'Acaulis alba' – rośliny niskie, kwiaty białe;
- 'Alba' – kwiaty białe;
- 'Caroline' – kwiaty jasnoróżowe, z ciemnofioletowymi końcami płatków;
- 'Dahurica' – rośliny do 60 cm wysokości, kwiaty ciemnofioletowe;
- 'Joan Elliot' – rośliny do 40 cm, kwiaty okazałe, ciemnofioletowe;
- 'Odessa' – rośliny do 80 cm wysokości, kwiaty ciemnopurpurowe;
- 'Superba' – rośliny do 60 cm, kwiaty ciemnoniebieskofioletowe; wcześnie kwitnie (od maja do lipca).